# Manuel Inácio da Silva Alvarenga
Manuel Inácio da Silva Alvarenga (Vila Rica, 1749 – Rio de Janeiro, 1814) è stato un poeta brasiliano.
Fu l'ultimo poeta del gruppo Plêiade Mineira e risentì dell'influsso del Romanticismo.